# ألفرد سيسلي
ألفرد سيسلي (بالفرنسية: Alfred Sisley)‏ ـ (30 أكتوبر 1839 ـ 29 يناير 1899) هو رسام مناظر طبيعية انطباعي، ولد وعاش معظم حياته في فرنسا، ولكنه احتفظ بجنسيته البريطانية. غلب على فنه رسم المناظر الطبيعية الخارجية ولم يرسم البشر إلا نادرًا.
من أهم أعماله سلسلة لوحات رسم فيها نهر التيمس، وخاصة منه المنطقة المحيطة بقصر هامبتون كورت، أنجزها سنة 1874، ولوحات صور فيها المناظر الطبيعية في منطقة موريه سير لوانغ الفرنسية، ولوحات صور فيها نهر السين وجسوره في ضواحي باريس السابقة. وقد صُقلت مقدرة سيسلي التعبيرية وقوة ألوانه بمرور السنوات.

## روابط خارجية
- ألفرد سيسلي على موقع الموسوعة البريطانية (الإنجليزية)
- ألفرد سيسلي على موقع ديسكوغز (الإنجليزية)